# 船橋市役所二宮出張所
船橋市役所二宮出張所は千葉県船橋市滝台にある船橋市の行政出張施設である。旧千葉郡二宮町役場。

## 敷地と記念碑
船橋市役所二宮出張所がある敷地内にはかつて旧千葉郡二宮町（村）の町村役場があった。そのことを示す記念碑が同出張所敷地内に建てられている。

## 交通
- 京成松戸線前原駅から徒歩15分
- 京成松戸線薬園台駅から徒歩15分
- JR総武線津田沼駅から京成バス3番乗り場二宮出張所下車で0分